# 中部地毯蟒
中部地毯蟒（學名：Morelia bredli），又稱中部蟒，是蛇亞目蟒科樹蟒屬下的一種無毒蟒蛇，主要分布於澳洲，目前未有任何亞種被確認。

## 特徵
中部地毯蟒體型強健，成年時可長達2米。身體顏色以棕色為基調，有豐富多變的體紋，腹部以白色或淡黃色為主。

## 地理分布
中部地毯蟒分布於澳洲北領地南部的山區，其標準產地為當地愛麗斯泉的「Pitchie Ritchie Park」。

## 棲息地
中部地毯蟒多出沒於乾燥的沙漠地帶，屬樹棲性蛇類，也會在岩石間攀爬盤踞。

## 備註
1. 1 2  McDiarmid RW, Campbell JA, Touré T. 1999. Snake Species of the World: A Taxonomic and Geographic Reference, vol. 1. Herpetologists' League. 511 pp. ISBN 1-893777-00-6 (series). ISBN 1-893777-01-4 (volume).
2. ↑  . ITIS. 2007  [11 September, 2007].
3. ↑  Centralian Carpet Python, Morelia spilota bredli （页面存档备份，存于） at the Snake Ranch （页面存档备份，存于）

## 外部連結
- （英文）TIGR爬蟲類資料庫：中部地毯蟒